# Henryk Kmiecik

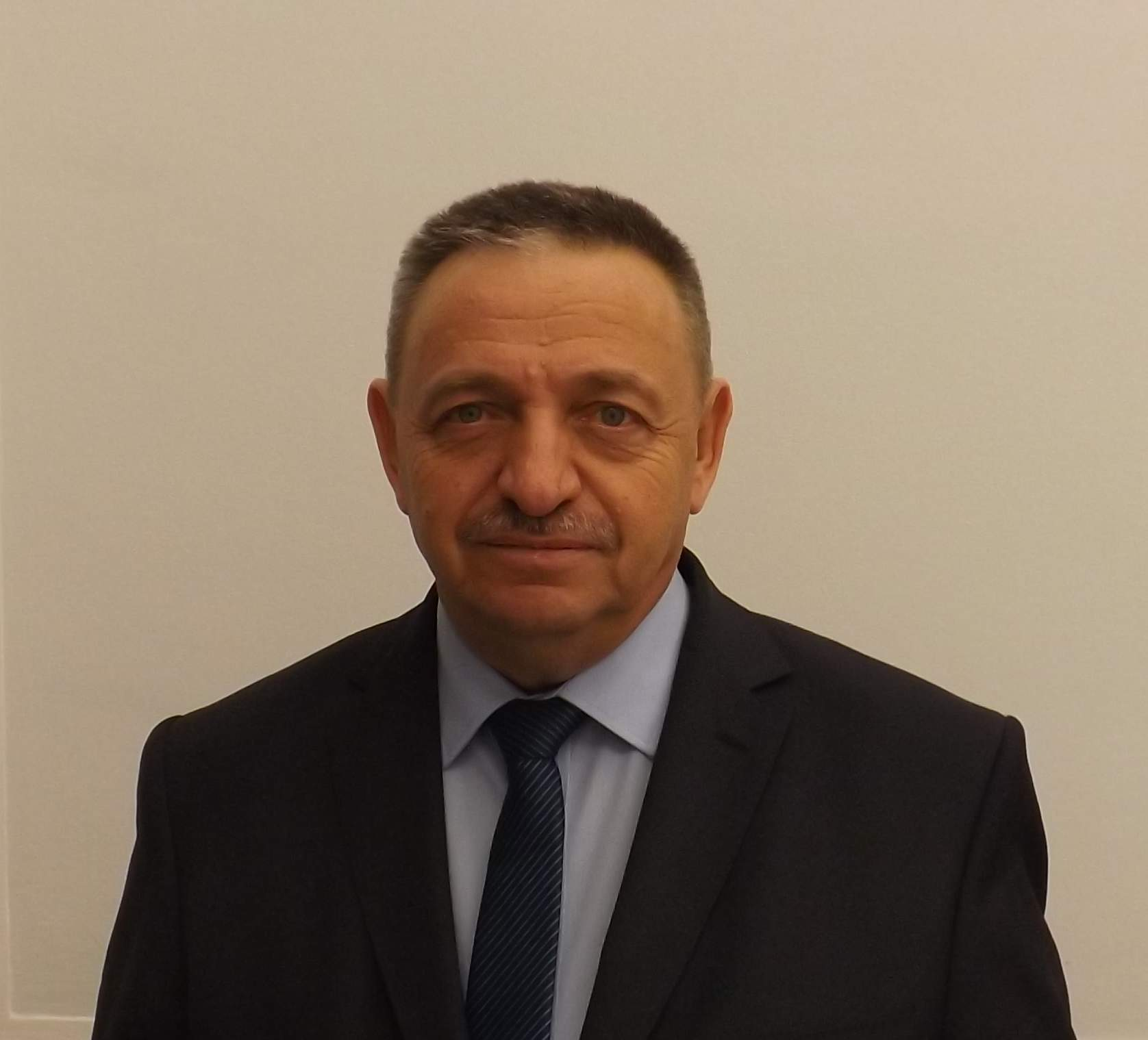
Henryk Kmiecik

Henryk Ryszard Kmiecik (* 1. Dezember 1953 in Lubawka; † 5. Juni 2023) war ein polnischer Politiker (PO, Ruch Palikota, PSL). Er gehörte von 2011 bis 2015 dem Sejm in dessen VII. Wahlperiode an.

## Leben und Beruf
Der ausgebildete Mechaniker und Elektriker arbeitete bis 1987 in einem kommunalen Wohnungsunternehmen. Ab 1987 war er Inhaber eines von ihm gegründeten Bauunternehmens. 1989 ging er nach Deutschland und kehrte 1998 nach Polen zurück, wo er weiter sein Bauunternehmen führte. 

## Politik
1980 war er Mitorganisator von Streiks und der Gründung der Solidarność. Anschließend war er Vizevorsitzender des Koordinations- und Vorsitzender des Betriebsausschusses und war nach Verbot der Solidarność weiterhin für sie tätig. Bei den Selbstverwaltungswahlen 2010 bewarb er sich um einen Sitz im Kreisrat des Powiat Kamiennogórski auf der Liste der Platforma Obywatelska (PO), blieb aber erfolglos. Im Oktober 2010 schloss er sich der Ruch Palikota an. Bei den Parlamentswahlen 2011 trat er im Wahlkreis 1 Legnica für diese an. Mit 13.015 Stimmen erhielt er ein Mandat für den Sejm. Im September 2014 verließ er die Partei, die sich inzwischen Twói Ruch (TR) nannte, und gründete mit anderen ehemaligen TR-Mitgliedern die parlamentarische Gruppe Bezpieczeństwo i Gospodarka. Zu den Selbstverwaltungswahlen 2014 gründete er die Wählergemeinschaft Nasza Gmina Lubawka-Kalwaria Lubawska. Diese kandidierte erfolglos in einem Wahlkreis zum Sejmik der Woiwodschaft Niederschlesien. Er selbst erreichte bei der Wahl zum Bürgermeister von Lubawka mit 2,5 % der Stimmen nur den vierten und letzten Platz. Im Dezember 2014 trat er gemeinsam mit fünf weiteren Abgeordneten der Gruppe Bezpieczeństwo i Gospodarka zur Polskie Stronnictwo Ludowe (PSL) über. Bei der Parlamentswahl 2015 bewarb er sich nicht erneut um ein Mandat. Bei den Selbstverwaltungswahlen 2018 kandidierte er für das Wahlkomitee Wolni Wyborcy zum Kreistag des Powiat Kamiennogórski, konnte aber erneut kein Mandat erringen.